# Eriospora
Eriospora — рід лишайників родини Stictidaceae. Назва вперше опублікована 1850 року.

## Класифікація
До роду Eriospora відносять 5 видів:
- Eriospora achaenioides
- Eriospora ambiens
- Eriospora hypsophila
- Eriospora leucostoma
- Eriospora pircunicola